# Ever Free
Az Ever Free hide japán gitáros és énekes tizedik szóló kislemeze, és a harmadik a Ja, Zoo című albumról. 1998. május 27-én jelent meg, az előadó halálát követően. 1. helyezett volt az Oricon slágerlistáján, és 842 440 eladott példánnyal az év 23. legsikeresebb kislemeze volt, dupla platina minősítést szerzett.
2007. május 2-án újra kiadták. 2010. április 28-án hanglemez formátumban is megjelent.

## Számlista
Az összes szám szerzője hide. 
| #  | Cím                           | Hossz |
| -- | ----------------------------- | ----- |
| 1. | Ever Free                     | 3:39  |
| 2. | Ever Free (Voiceless Version) | 3:51  |
| 3. | Cím nélkül (rejtett szám)     | 6:10  |